# Erwin Gießler
Erwin Gießler (* 25. Dezember 1926; † 4. Oktober 2003) war ein deutscher Fußballspieler. Für die BSG Rotation Babelsberg spielte er in der DDR-Oberliga, der höchsten Liga im DDR-Fußball.

## Sportliche Laufbahn
Zur Saison 1947/48 wurde der 20-jährige Erwin Gießler in die Männermannschaft der SG Babelsberg, dem Vorläufer der BSG Rotation, aufgenommen. Mit den Babelsbergern wurde er in der Fußballklasse Brandenburg 1948 Brandenburger Vizemeister. Ein Jahr später war er am Gewinn der Brandenburger Fußball-Meisterschaft beteiligt. Gegen die BSG Franz Mehring Marga waren drei Spiele erforderlich (4:1, 0:2, 2:1). Im ersten Spiel schoss Gießler ein Tor und bereitete zwei Treffer vor.
Als Brandenburger Meister qualifizierte sich die Babelsberger Sportgemeinschaft für die neu eingeführte Ostzonenliga, der späteren DDR-Oberliga. Sie trug 1949/50 ihre erste Saison aus, in die Babelsberg unter der neuen Bezeichnung Betriebssportgemeinschaft (BSG) Märkische Volksstimme an den Start ging. Erwin Geißler war zunächst Stammspieler als Linksaußenstürmer. Er schoss auch das erste Zonenligator für die BSG M.V., es fiel jedoch erst beim Stande von 0:8 gegen die SG Dresden-Friedrichstadt und endete schließlich mit 2:12. Nachdem Gießler bis zum 16. Spieltag alle Punktspiele bestritten hatte, konnte er danach nur noch zweimal eingesetzt werden, sodass er die Saison mit 18 Zonenligaspielen beendete. Neben seinem Tor am 1. Spieltag erzielte er noch weitere drei Punktspieltore. 1950/51, die BSG nannte sich nun Rotation Babelsberg, fiel Gießler ganz aus der Stamm-Mannschaft heraus. Er bestritt nur drei Spiele in der nun so genannten DDR-Oberliga, am 3., 22. und 25. Spieltag.
Nachdem Erwin Gießler zu Beginn der Saison 1951/52 noch ein Oberligaspiel für die BSG Rotation absolviert hatte, wechselte er noch im September zum zweitklassigen DDR-Ligisten SG Volkspolizei Potsdam. Dort wurde er bereits am 2. Spieltag eingesetzt und bestritt danach alle weiteren 20 Ligaspiele. Dabei spielte er ausschließlich auf der linken Sturmseite und erzielte fünf Tore.
Zur Spielzeit 1952/53 kehrte Erwin Gießler wieder zu Rotation Babelsberg zurück. Nachdem er zunächst hauptsächlich in der Reservemannschaft eingesetzt worden war, spielte er vom 25. Spieltag an regelmäßig als Linksaußen und schoss ein Tor. In den folgenden Spielzeiten bis 1956 gehörte Gießler stets zur Stammelf der BSG Rotation. In diesem Zeitraum wurden 93 Oberligaspiele ausgetragen, von denen Gießler 85 Begegnungen absolvierte. Dabei kam er auf 14 Tore.
Zu Beginn der Oberligasaison 1957 (Kalenderjahrspielzeit) war Gießler 30 Jahre alt. Er bestritt wie gewöhnlich als Linksaußenstürmer nur noch die Hinrunde, in der er bei 13 Oberligaspielen zehnmal eingesetzt wurde. Dabei wurde er einmal aus- und einmal eingewechselt. Zu einem Torerfolg kam er nicht mehr. Im Sommer 1957 beendete Erwin Gießler seine Laufbahn im höherklassigen Fußball nach 127 Oberligaspielen mit 19 Toren und 21 DDR-Liga-Einsätzen.